# Condado de Hyde (Dakota do Sul)
O Condado de Hyde é um dos 66 condados do Estado americano da Dakota do Sul. A sede do condado é Highmore, e sua maior cidade é Highmore. O condado possui uma área de 2 244 km² (dos quais 15 km² estão cobertos por água), uma população de 1 671 habitantes, e uma densidade populacional de 0,6 hab/km² (segundo o censo nacional de 2000).